# Sonderbundskrigen
Sonderbundkrigen var en schweizisk borgerkrig som udspillede sig mellem den 3. og 29. november 1847 mellem regeringen og de katolske udbryderkantoner.
I 1847 besluttede den schweiziske forbundsdag at anvende magtmidler mod de oprørske katolske kantoner. I året 1845 var syv katolske kantoner, Schwyz, Uri, Unterwalden, Luzern, Zug, Freiburg og Wallis, trådt ud af det schweiziske statsforbund. De havde derefter dannet et Sonderbund (et ”særforbund”). Årsagen til bruddet var religiøse stridigheder, særligt som følge af de katolske jesuiters aggressive fremfærd.
Forbundstropperne under general Guillaume-Henri Dufour tilføjede hurtigt Sonderbundshæren et afgørende nederlag. Dette skete i slaget ved Geltwil den 12. november 1847. Den hurtige sejr i forening med lord Palmerstons arbejde for en forhandlingsløsning forhindrede en østrigsk-fransk intervention, der skulle hjælpe udbryderkantonnerne. Dermed blev en europæisk storkrig også forhindret. Efter borgerkrigen blev Sonderbund ophævet, og jesuitterne blev udvist af Schweiz.
Gennem en række reformner blev det løse schweiziske statsforbund af selvstændige kantonner omdannet til en fast forbundsstat i 1848. Dette skete efter amerikansk forbillede. Østrig, Frankrig og andre stormagter forsøgte at give de reaktionære regimer i de katolske kantonner diplomatisk støtte. Disse forsøg på udenlansk indblanding blev afvist af forbundsdagen.
Resultatet af Sonderbundskrigen har ikke noget at gøre med de andre revolutioner i 1848.